# Bempflingen
Bempflingen – miejscowość i gmina w Niemczech, w kraju związkowym Badenia-Wirtembergia, w rejencji Stuttgart, w regionie Stuttgart, w powiecie Esslingen, wchodzi w skład związku gmin Neckartenzlingen. Leży na przedpolu Jury Szwabskiej, nad rzeką Erms, ok. 20 km na południe od Esslingen am Neckar, przy drodze krajowej B312.
W miejscowości jest przystanek kolejowy Bempflingen.